# 韦廷-勒伯云
韦廷-勒伯云（德語：Wettin-Löbejün，發音：[vɛˈtiːn løːbəˈjyːn]）是德国萨克森-安哈尔特州萨勒县的城市，面积127.11平方千米，2023年12月31日人口为9,706人。该市镇于2011年1月1日由市镇勒伯云、韦廷、布拉赫维茨、德布利茨、多姆尼茨、吉姆里茨、瑙恩多夫、诺伊茨-莱特维茨、普勒茨和罗滕堡合并而成。